# Chris Mims
Christopher (Chris) Bernard Mims (2 februari 1974) is een voormalig Amerikaanse basketbalspeler met de Nederlandse dubbelnationaliteit.
Hij speelde van 1997 tot 2004 in de Dutch Basketball League voor Den Helder en Nijmegen. Mims is in zijn carrière twee keer Nederlands kampioen geweest en eenmaal NBB-bekerwinnaar. Hij speelde meestal als center of power-forward en stond bekend om zijn kwaliteiten als dunker. Hij maakte van 2002 tot 2003 deel uit van het Nederlands basketbalteam.

## Basketballoopbaan

### Chattanooga Mocs (1995-1997)
Chris Mims studeerde aan de Universiteit van Tennessee in Chattanooga, waar hij uitkwam voor het NCAA-basketbalteam Chattanooga Mocs. Met de sleutelspelers Johnny Taylor, Chris Mims en Wes Moore stuwden The Mocs naar de bovenste plaatsen in de Southern Conference, waarin het team in het seizoen 1996/97 zelfs kampioen werd. Hierdoor plaatste Chattanooga zich voor de NCAA Division I (in de afdeling Southeast Regional), waarin Mims en zijn teamgenoten pas in de halve finale met 65-71 uitgeschakeld werden tegen de Providence Friars. In 1997 zat Mims in de NBA Draft, maar nadat hij niet werd geselecteerd door de teams uit de NBA, koos de beloftevolle Mims ervoor om zijn carrière voort te zetten in Europa.

### Den Helder Seagulls (1997-2000)
Mims tekende bij de vijfvoudig Nederlands landskampioen Den Helder Seagulls, dat onder de sponsornaam Hans Verkerk Keukens uitkwam in de Eredivisie. In Den Helder, dat inmiddels uitgroeide tot een basketbalbolwerk aan de Nederlandse westkust, werd Mims algauw een uitblinker en werd hij door de Trouw beschreven als "Gemakkelijk scorende center, krachtmens met de schouders van een bodybuilder". Geroemd om zijn offensieve kwaliteiten, uitstekende verdediging en goede rebounds, groeide Mims in Nederland uit tot een grote man, zowel binnen als buiten het veld. Mims speelde verschillende seizoenen als center en power forward. Met Den Helder won hij in 1998 de landstitel in en zowel in 1998 als 1999 stond Mims tweemaal in de finale van de NBB-Beker. Persoonlijk werd hij samen met zijn teamgenoot Tony Miller uitverkozen in het DBL All-Star Team van het seizoen 1998/99 en won Mims als gerenommeerd dunker tweemaal de NBB Slam-Dunk-Contest (1998 en 1999). Na drie seizoenen bij Den Helder te hebben gespeeld, vertrok hij naar EiffelTowers Nijmegen.

### EiffelTowers Nijmegen (2000-2004)
Met de Nijmegenaren won Mims in 2003 het landskampioenschap en de beker in hetzelfde seizoen. In 2004 vertrok Mims naar MPC Capitals, waar hij echter in de eerste training van het seizoen last kreeg van duizelingen. Hij vertrok naar de Verenigde Staten om te herstellen maar is nooit weer teruggekeerd.

## Nationaal basketbalteam

### Nederland (2002-2004)
Op 29 september 2002 werd Mims genaturaliseerd tot Nederlander. Hij werd opgeroepen door bondscoach Maarten van Gent en speelde in 2002 twee interlands voor het Nederlands team, waaronder kwalificatie-wedstrijden voor het Europees Kampioenschap 2003 te Zweden. Hij debuteerde op 20 november 2002 tegen Litouwen. Nederland wist zich niet te plaatsen voor het EK. Sindsdien kwam zijn naam nog voor op de lijst van beschikbare internationals, maar hij zou geen interlands meer spelen, mede doordat er andere genaturaliseerde spelers in de selectie zaten en elk team volgens de reglementen van de FIBA maar slechts één genaturaliseerde speler mag opstellen. In 2004 gaf Mims eveneens aan liever de voorkeur te geven aan zijn club (annex werkgever) en niet langer geïnteresseerd te zijn om uit te komen voor de Leeuwen.
| Interlands van Chris Mims | Interlands van Chris Mims | Interlands van Chris Mims | Interlands van Chris Mims | Interlands van Chris Mims | Interlands van Chris Mims |
| № interlands              | Datum                     | Wedstrijd                 | Uitslag                   | Soort Wedstrijd           |                           |
| ------------------------- | ------------------------- | ------------------------- | ------------------------- | ------------------------- | ------------------------- |
| 1.                        | 20 november 2002          | Nederland – Litouwen      | 74 – 88                   | Kwalificatie EK 2003      |                           |
| 2.                        | 23 november 2002          | Oekraïne – Nederland      | 88 – 62                   | Kwalificatie EK 2003      |                           |

## Erelijst
- Landskampioen (2): 1998, 2003
- NBB-Beker (1): 2003

Individuele prijzen:
- All-Star Team (1): 1999
- Slam-Dunk Contest (2): 1998, 1999

## Trivia
- Chris Mims droeg bij zijn clubs het nummer 13.

4 Richards · 
5 Franke · 
9 Duggan · 
10 Barth · 
11 Young · 
12 Miller · 
13 Mims · 
15 Hageman · 
? Van der Putten · 
? Ten Berge · 
? Kassoum · 
? Kip · 
? Smith · 
Coach Gonnen